# Corio
Corio (arpità Koeri) és un municipi italià, situat a la ciutat metropolitana de Torí, a la regió del Piemont. L'any 2007 tenia 3.163 habitants. Està situat a les Valls de Lanzo, una de les Valls arpitanes del Piemont, encara que s'hi parla una varietat de piemontès. Limita amb els municipis de Balangero, Coassolo Torinese, Forno Canavese, Grosso, Locana, Mathi, Nole, Pratiglione, Rocca Canavese i Sparone.

## Administració
| Període | Identitat    | Partit        |
| ------- | ------------ | ------------- |
| 2004-   | Laura Monaco | Llista cívica |